# فرم‌فلو
فرم‌فلو (به انگلیسی: FormFlow) نام محصولی در زمینهٔ فرم‌های الکترونیک از شرکت دلرینا در اوائل تا اواسط دههٔ نود میلادی بود.
اولین محصول این خانواده پرفرم نام داشت که تحت جی‌ئی‌ام در داس کار می‌کرد. جانشینان آن فرم‌فلو و فرم‌فلو پرو بودند که برای اجرا در ویندوز ۳٫۱ طراحی شده بودند.
دلرینا در ۱۹۹۵ توسط سیمنتک خریداری شد و بخش محصولات فرم الکترونیک در ۱۹۹۶ به جت‌فرم فروخته شد.
جت‌فرم که بعدها نامش به اکسلیو تغییر یافت، توسط ادوبی خریداری شد و در سال ۲۰۰۴ به عمر این خانواده از محصولات نرم‌افزاری خاتمه داده شد.